# 蔡润国
蔡润国（？—），中华人民共和国政治人物、外交官。
2007年，接替刘玉琴，担任中华人民共和国驻厄瓜多尔大使。2011年，由苑桂森接任。